# Seznam skladatelů vážné hudby, X
Seznam skladatelů vážné hudby podle abecedy:
A – B –
C – Č –
D – E – 
F – G –
H – Ch –
I – J –
K – L –
M – N –
O – P –
Q – R –
Ř – S –
Š – T –
U – V –
W – X –
Y – Z –
Ž

## X
- Stavros Xarchakos (1939)
- Iannis Xenakis (1922–2001)
- José Ximénez (1601–1672)
- Spyridon Xyndas (1812–1896)